# Anam Cara
Anam Cara es una frase  que hace referencia al concepto celta del amigo de alma en religión y espiritualidad.  Proviene del anglicismo de la palabra irlandesa anamchara, anam significando "alma" y cara "amigo".  El término fue popularizado por el autor, filósofo y sacerdote irlandés John O'Donohue en su libro Anam Ċara: El Libro de la Sabiduría Celta, que habla sobre la cosmovisión y filosofía celta. En ella, los "amigos del alma" están considerados una parte esencial e integral  del desarrollo espiritual. El Martyrology de Óengus recoge un incidente donde Brigid de Kildare aconsejó a un joven clérigo diciéndole «...alguien sin un amigo de alma es como un cuerpo sin cabeza». En el término galés periglour, se halla un concepto similar.
El Anam Cara implica una amistad que el psicoterapeuta William P. Ryan describe como una "presencia compasiva". Según O'Donohue, la palabra anamchara origina en el monasticismo irlandés, donde se llamaba así al profesor de un monje, compañero, o guía espiritual. Por su parte, Edward C. Sellner atribuye su origen a los primeros padres del desierto y las primeras madres del desierto: "Esta capacidad amistosa y habilidad para leer los corazones de otras personas son la base de la efectividad como guías espirituales de los Padres del Desierto." Sus enseñanzas fueron preservadas y promulgadas por el monje cristiano John Cassian, quien explicó que el amigo de alma podría ser clérigo o laico, hombre o mujer.